# Zigue-zague

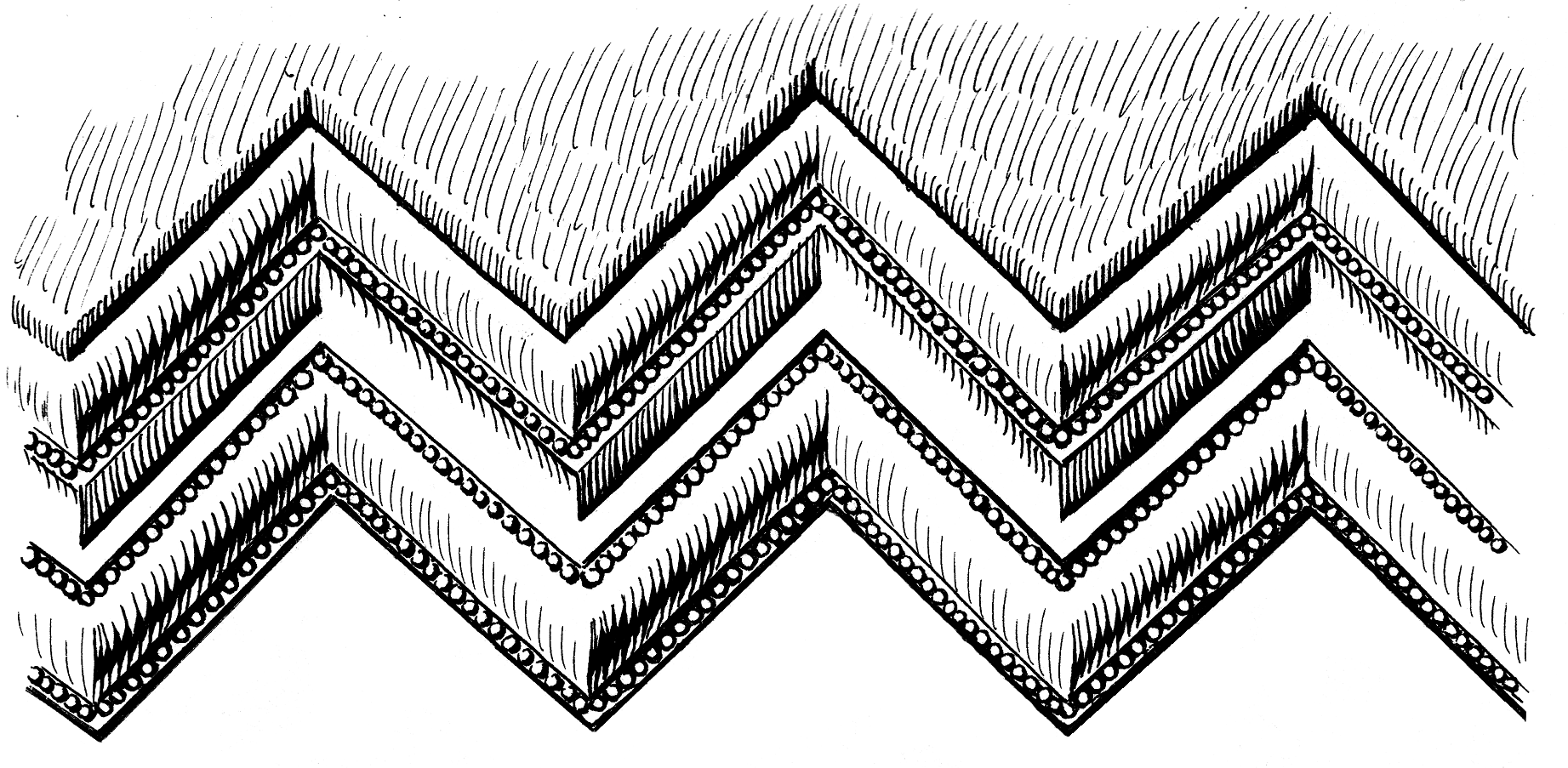
O zigue-zague como ornamento na arquitetura.

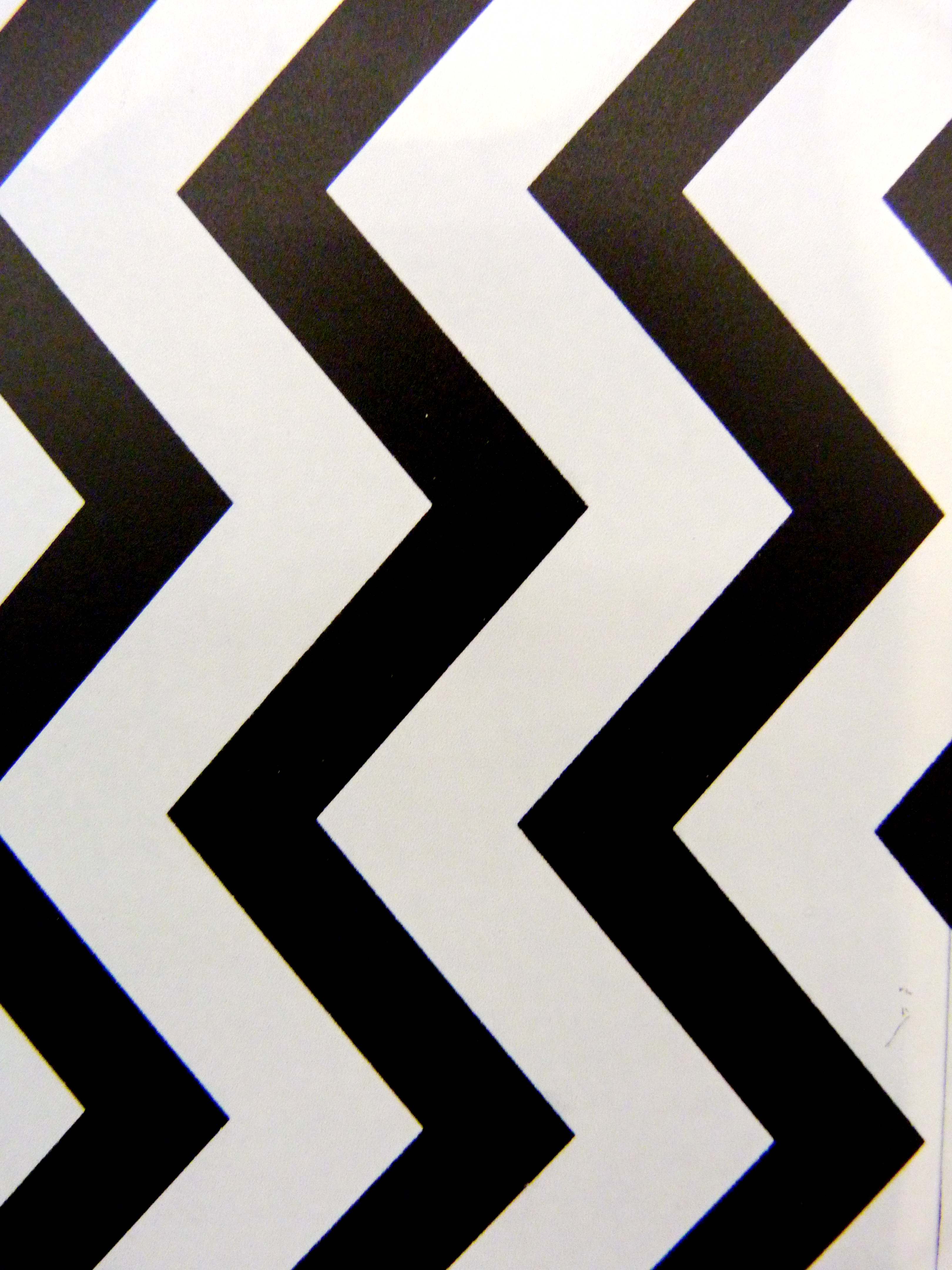
Um exemplo de zigue-zague.

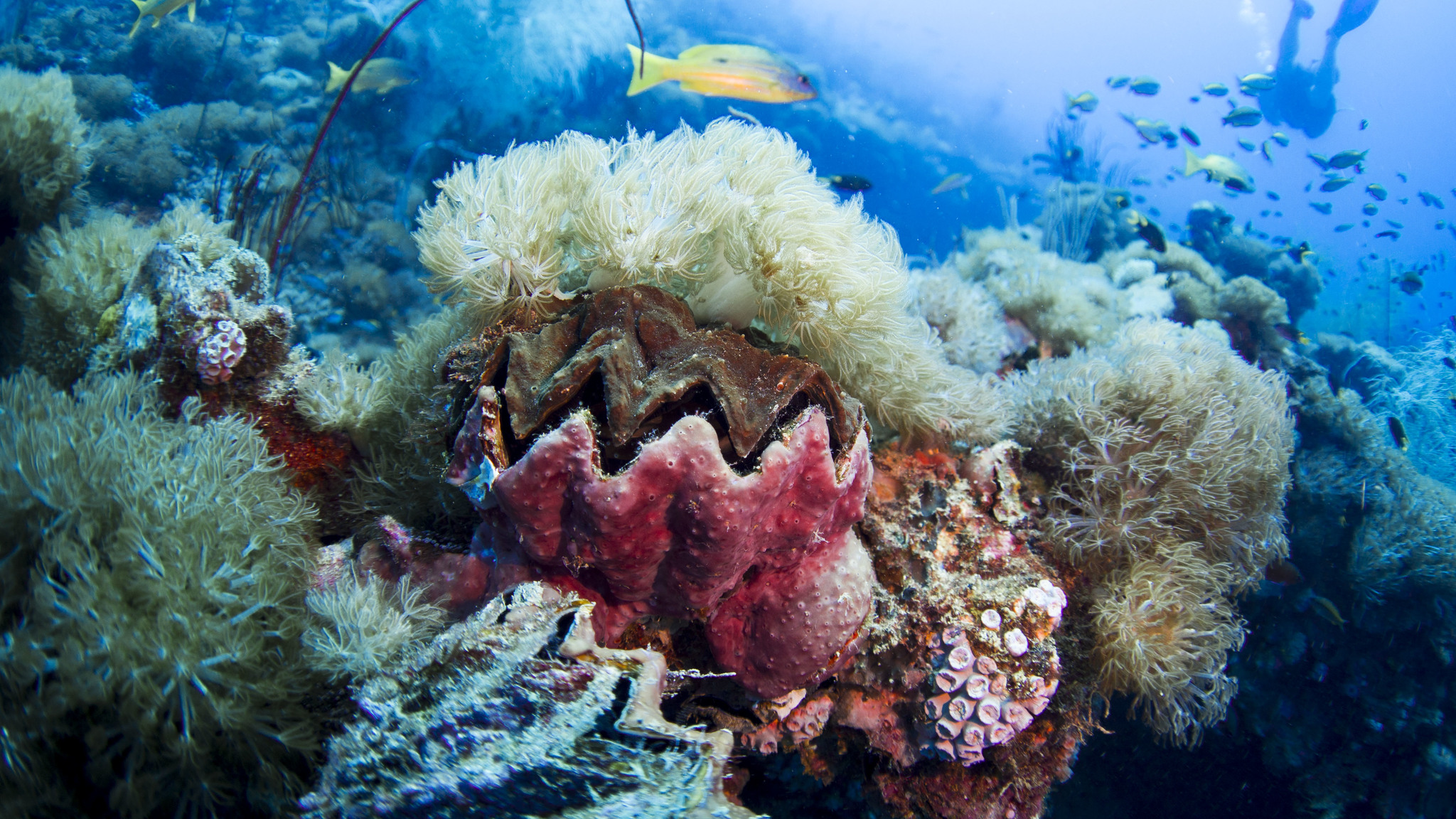
O zigue-zague na naturezaː ao centro o bivalve marinho Lopha cristagalli.

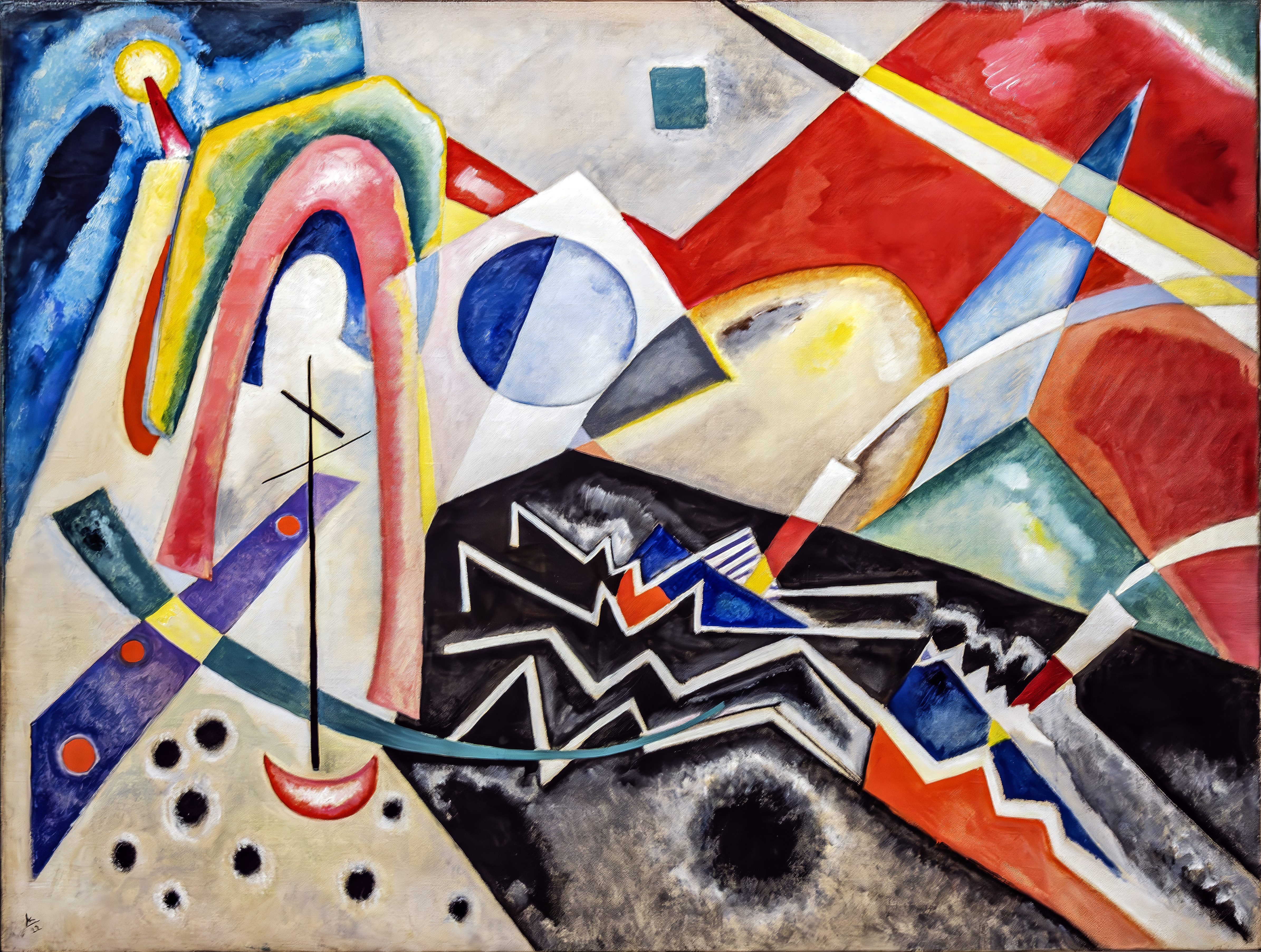
O zigue-zague nas artes plásticas: pintura feita em 1922 por Wassily Kandinsky ("Zigue-zagues brancos").

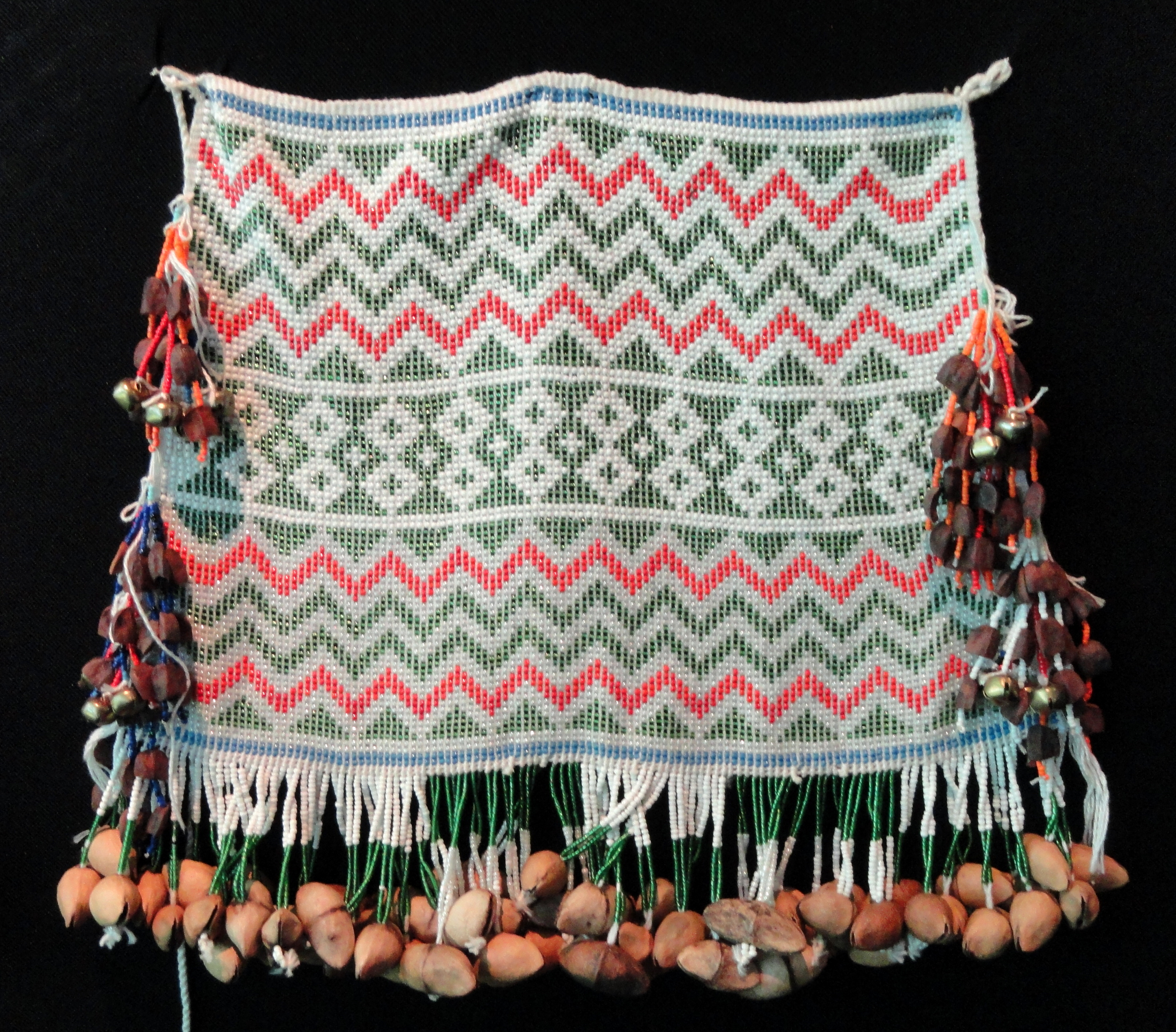
O zigue-zague nos grafismos indígenas sul-americanos.

Zigue-zague (substantivo masculino com hífen; derivado do francêsː zigzag; erroneamente grafado, em português, ziguezague – embora assim esteja na primeira edição do Dicionário Houaiss da Língua Portuguesa –, zigzag ou zig-zag; com as formas sem hífen ziguezaguear, ziguezagueamento ou ziguezagueante sendo aceitas) é um padrão geométrico construído por uma sequência de segmentos lineares alternados quanto à direção, formando linhas quebradas com a presença de ângulos salientes e reentrantes, ou agudos e obtusos. O padrão pode ser visto na natureza ou como um artifício nas sociedades humanas.

## Origem
Embora a origem da palavra não seja clara as suas primeiras aparições impressas foram em livros e objetos efêmeros de língua francesa do final do século XVII, mais precisamente documentada desde 1662. Como artifício a sua presença é tão antiga que há até mesmo o indício de um simples traço em forma de zigue-zague numa concha de um extinto bivalve dulciaquícola, feito há mais de 400.000 anos por um ancestral humano, o Homo erectus, em Java, Indonésia.

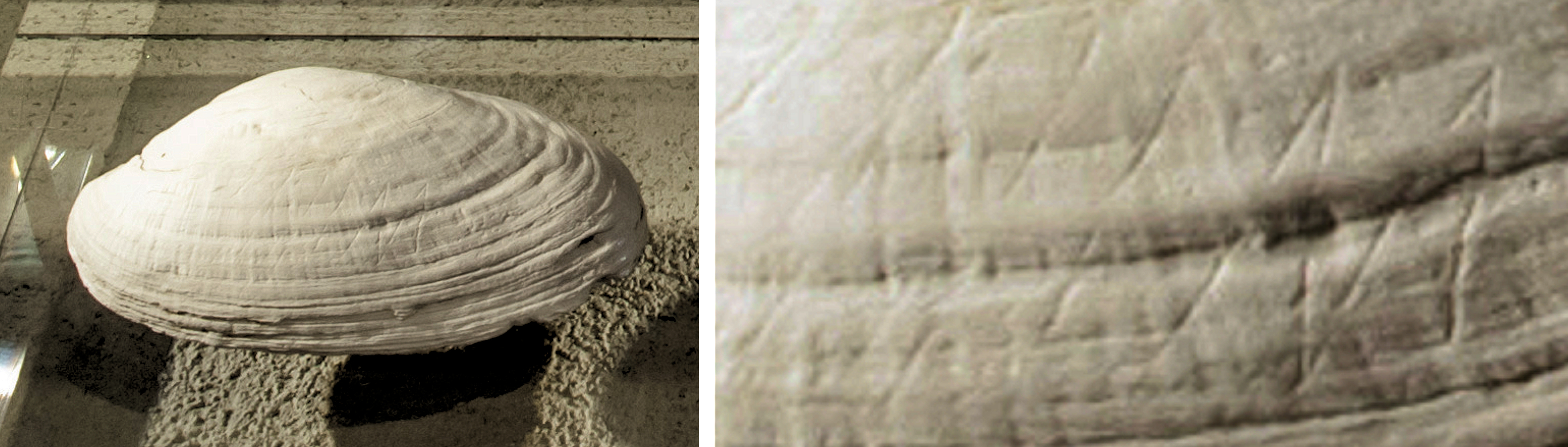
Fotografias da concha de um extinto bivalve dulciaquícola, com traçado em zigue-zague feito há mais de 400.000 anos por um ancestral humano, o Homo erectus, em Java, Indonésia.

## Chevron
Um zigue-zague é composto por chevrons opostos, interligados e contínuos; cada chevron sendo um segmento em forma de V.

Imagem de um chevron.

## O zigue-zague nas sociedades humanas
Nas sociedades humanas pré ou pós-colonização o zigue-zague pode ser encontrado em vexilologia, heráldica, artes plásticas, logotipos, arquitetura (incluindo pavimentação), moda, design, origami e culinária (ver imagens). Nos grafismos indígenas dos guarani kaiowá o zigue-zague (hysy karêa) representa o andar da serpente, da água, ou o caminho estreito, sendo pintado de preferência em vermelho ou preto e utilizando pigmentos a base de urucum e jenipapo; com todos os trançados da cestaria em cipó guaimbê e, na falta dele, lona preta ou, no caso da tecelagem, linha preta; também estando presente nas pinturas corporais. Durante terremotos, os sismógrafos registram um traço em zigue-zague que mostra a amplitude variável das oscilações do solo abaixo do instrumento. Em física e eletrônica, a onda triangular e a onda dente de serra podem ser exemplos de zigue-zague. No design industrial aeronáutico podemos encontrar o zigue-zague rodeando a parte posterior das nacelas (o "corpo" aerodinâmico que envolve os propulsores, ou motores) dos aviões da Boeing, a partir de 2010, e sua função foi torná-los mais silenciosos e, assim, reduzir seu impacto de ruído, especialmente quando estão perto do solo, logo após a decolagem ou pouco antes do pouso. Tesouras com lâminas em zigue-zague são utilizadas em costura para provocar cortes em zigue-zague. Na cultura de massa um dos mais memoráveis exemplos de zigue-zague está presente na camiseta amarela do personagem de quadrinhos, ou banda desenhada, Charlie Brown. O termo ainda designa uma fita sinuosa de tecido de algodão ou seda, a sianinha, um tipo de costura em tecido têxtil ou determinados movimentos de navegação marítima e combate terrestre.

Zigue-zague na bandeira de Cáñar, município da Espanha (vexilologia).
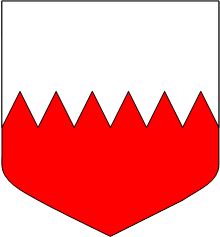
Zigue-zague em brasão vermelho e branco (heráldica).
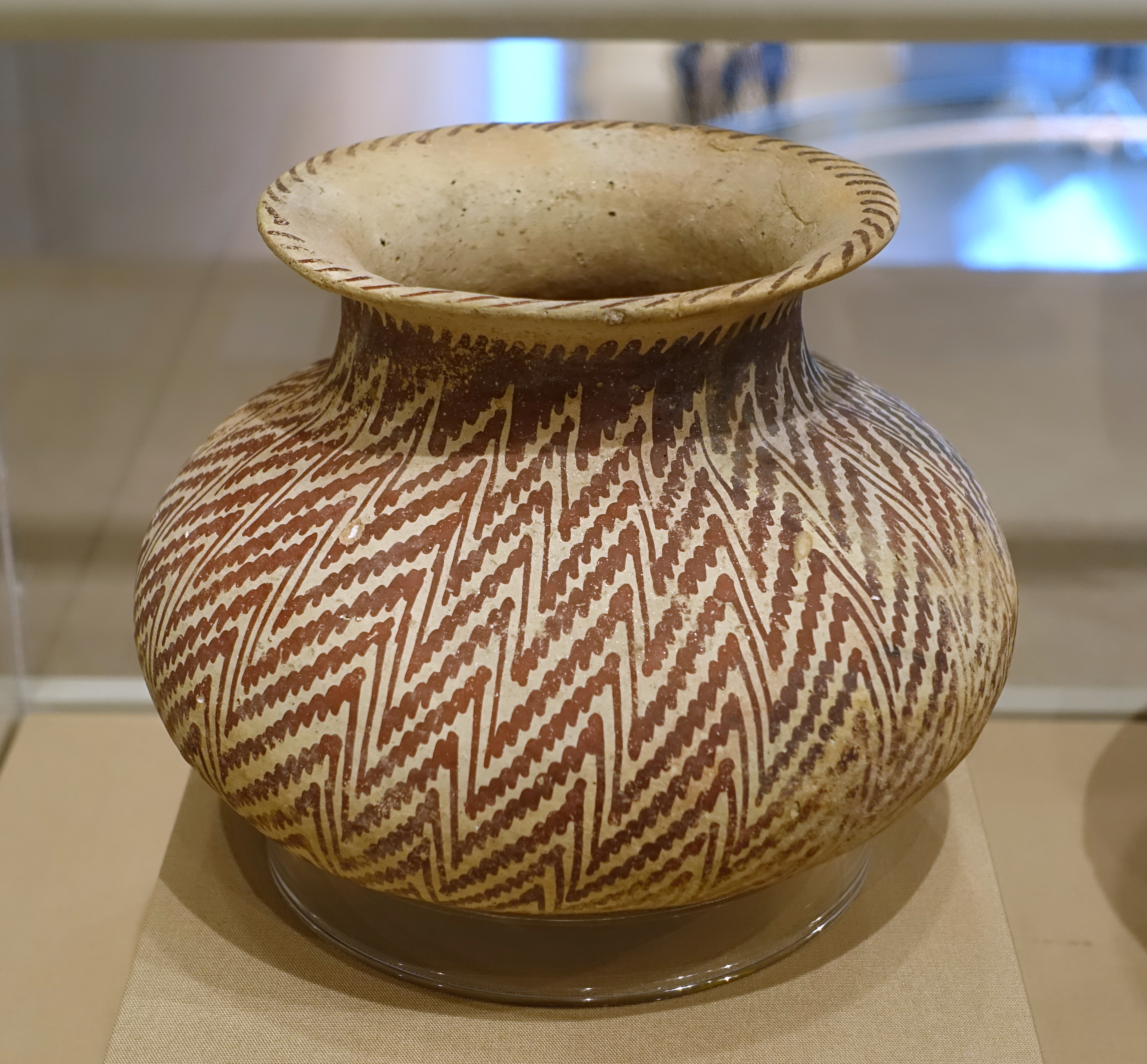
Zigue-zague em vaso ameríndio (artes plásticas).
Padrão de zigue-zague presente no fundo do logotipo da empresa francesa de jornalismo investigativo Mediapart.[19]
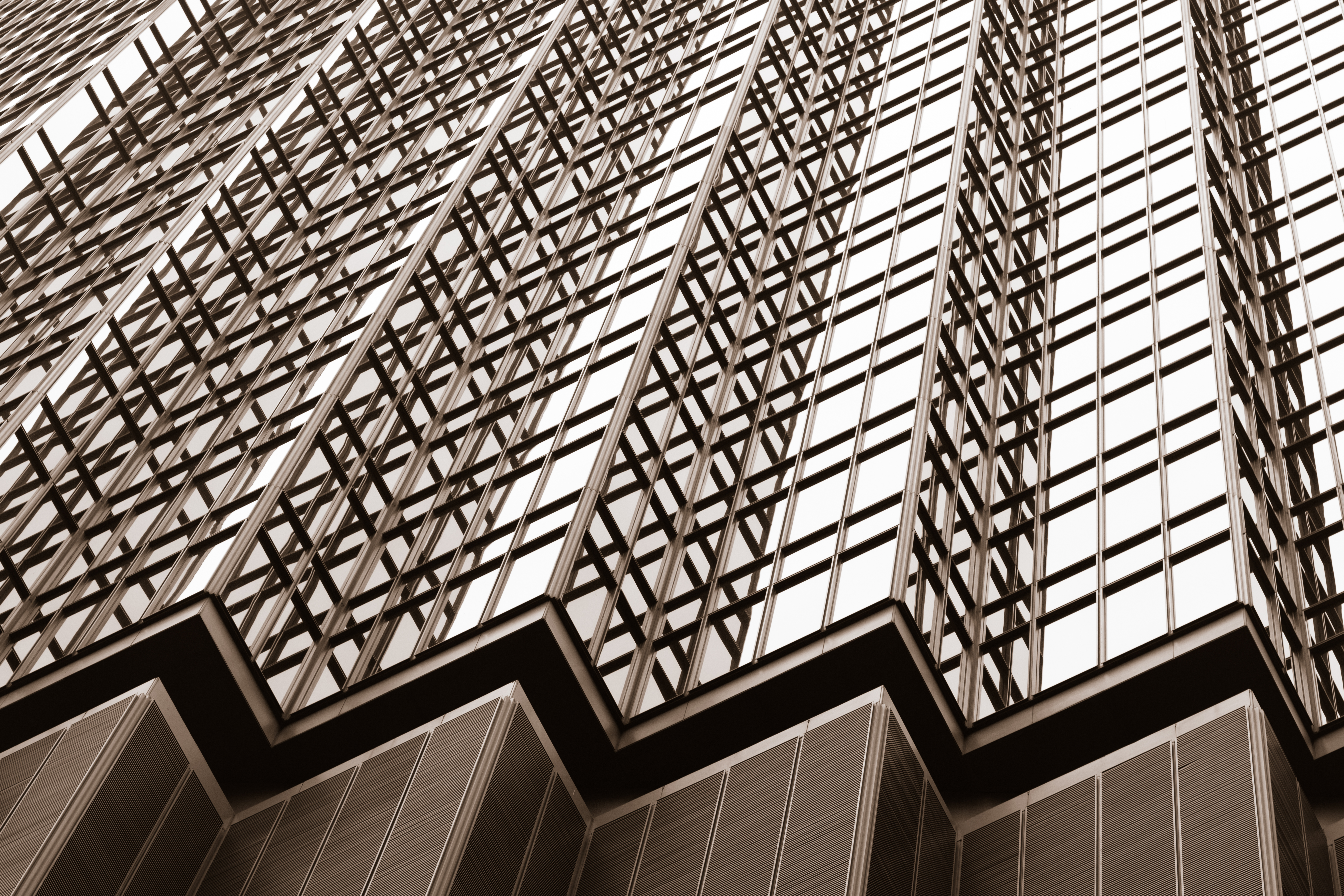
Padrão de zigue-zague na fachada de um edifício em Minneapolis (arquitetura).
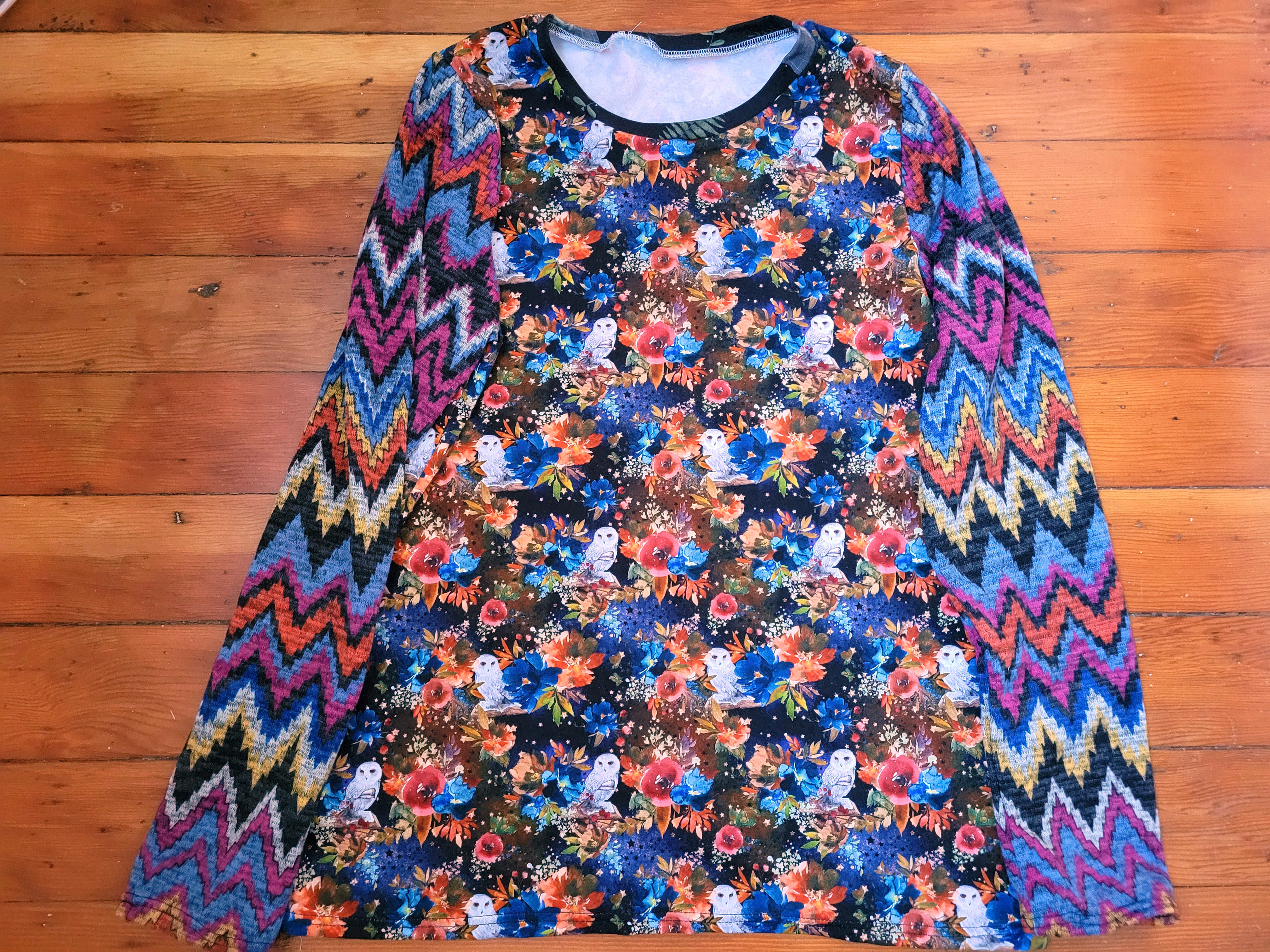
Camisa colorida com longas mangas em zigue-zague (moda).
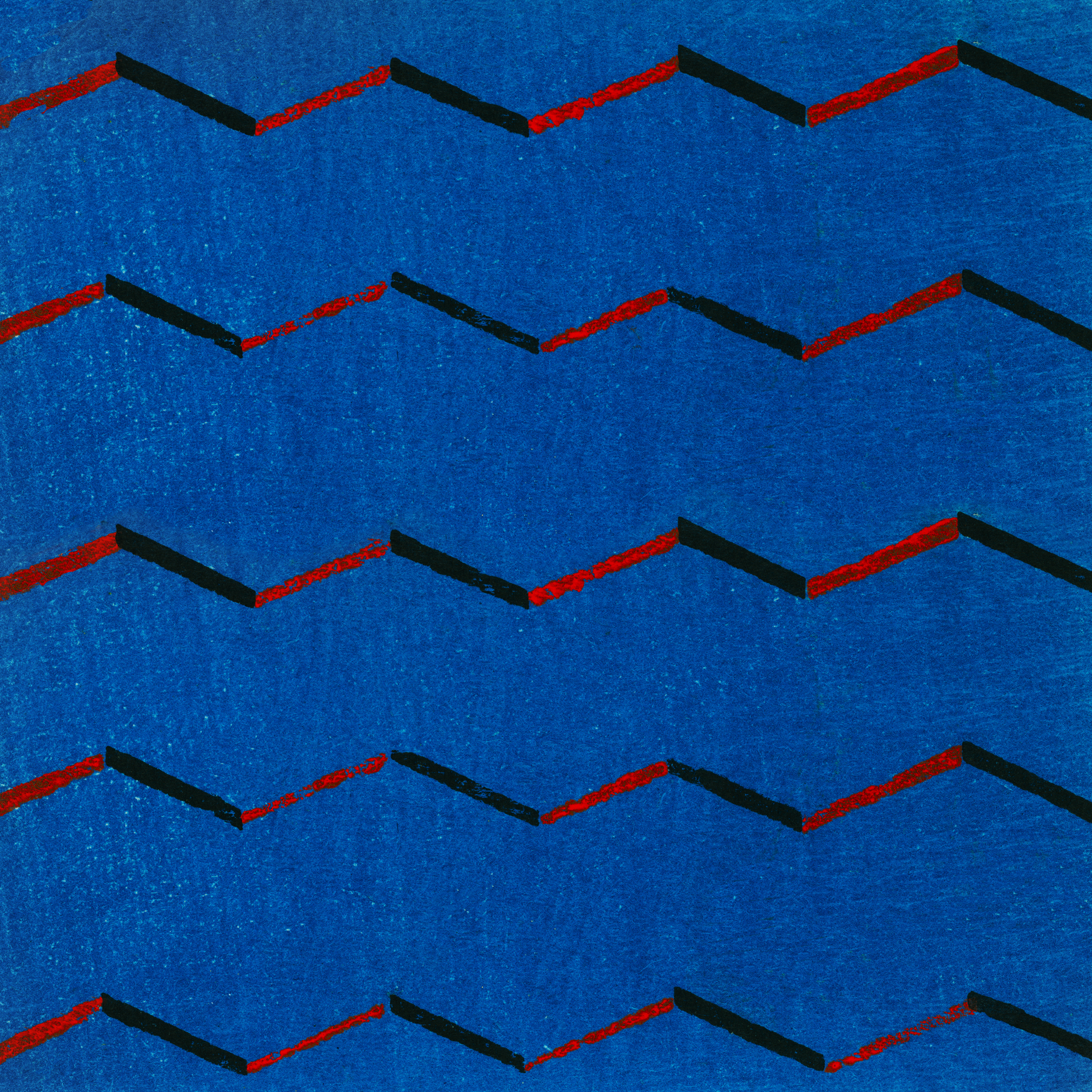
Padronagem japonesa zigue-zague sobre tecido (design).
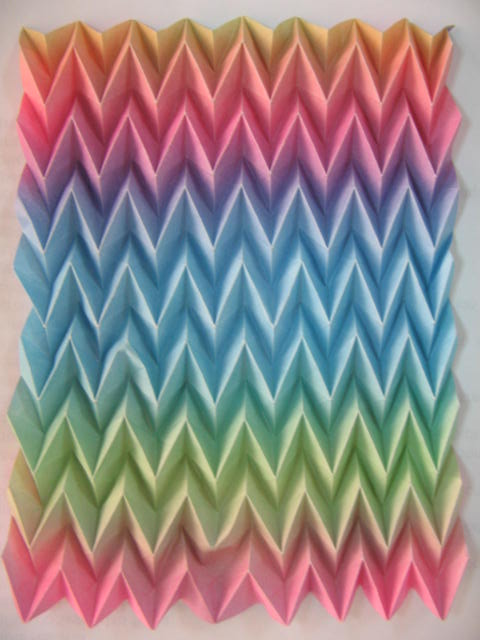
Dobraduras de origami em zigue-zague.
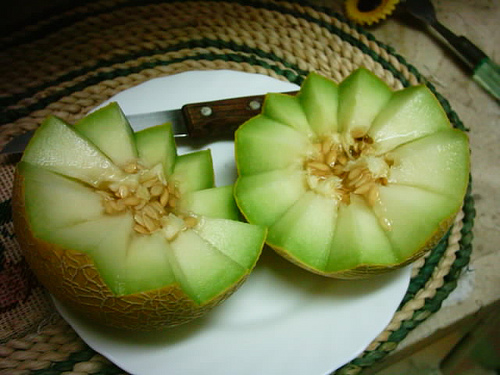
Corte em zigue-zague de uma meloa ou cantalupo (culinária).

## O zigue-zague na natureza
Na natureza o zigue-zague não segue o mesmo padrão de perfeição da mente humana, mas podemos ver seus indícios em uma série de organismos, em suas criações ou até mesmo na paisagem. Algumas espécies de animais com tal padronagem, classificadas pelo homem, incluindo Lineu, o pai da taxonomia atual, recebem o descritor específico ziczac em sua nomenclatura binomial, como é o caso dos moluscos marinhos Echinolittorina ziczac, Palmadusta ziczac ou Euvola ziczac. Em entomologia, o estudo zoológico dos insetos, zigue-zague é a nomenclatura vernácula dada para a mariposa, ou traça, europeia da espécie Lymantria dispar (Lepidoptera) ou para as libélulas (Odonata) da Região Norte e Nordeste do Brasil. Em ornitologia existe uma ave Ardeidae sul-americana com a denominação vernácula socoí-zigue-zague (Zebrilus undulatus: cujo significado é "pequena zebra ondulada" ou "zebrinha ondulada" devido a sua plumagem). Em meteorologia os zigue-zagues são formados pelos raios durante as descargas elétricas atmosféricas.

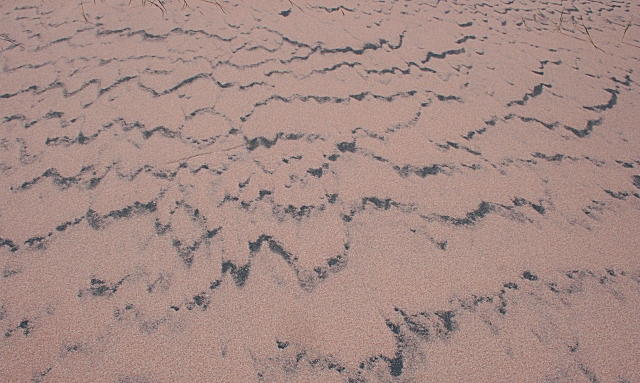
Padrão em zigue-zague na superfície de uma duna de areia do Reino Unido.
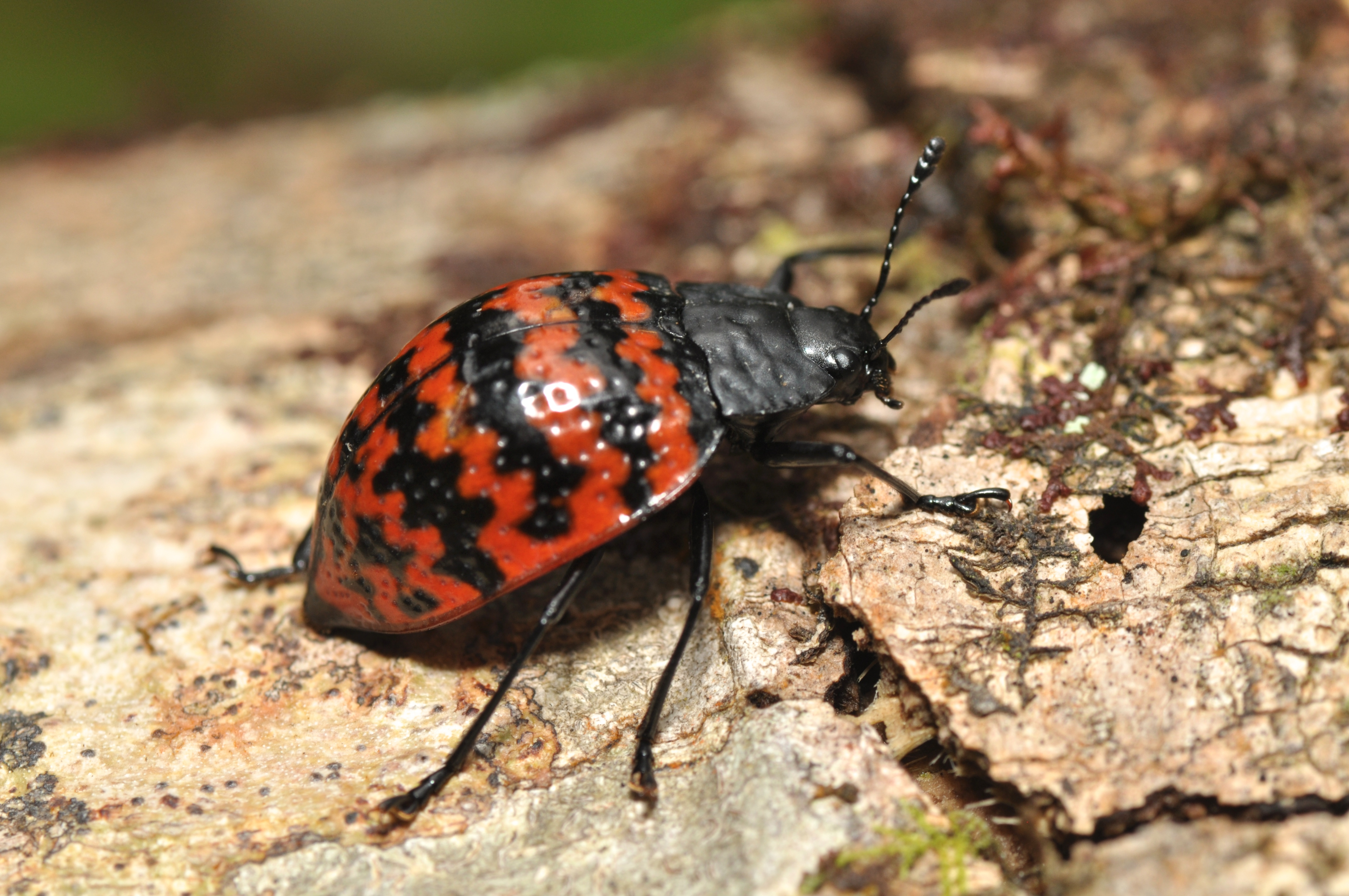
Padrão em zigue-zague na superfície dos élitros de um besouro sul-americano.
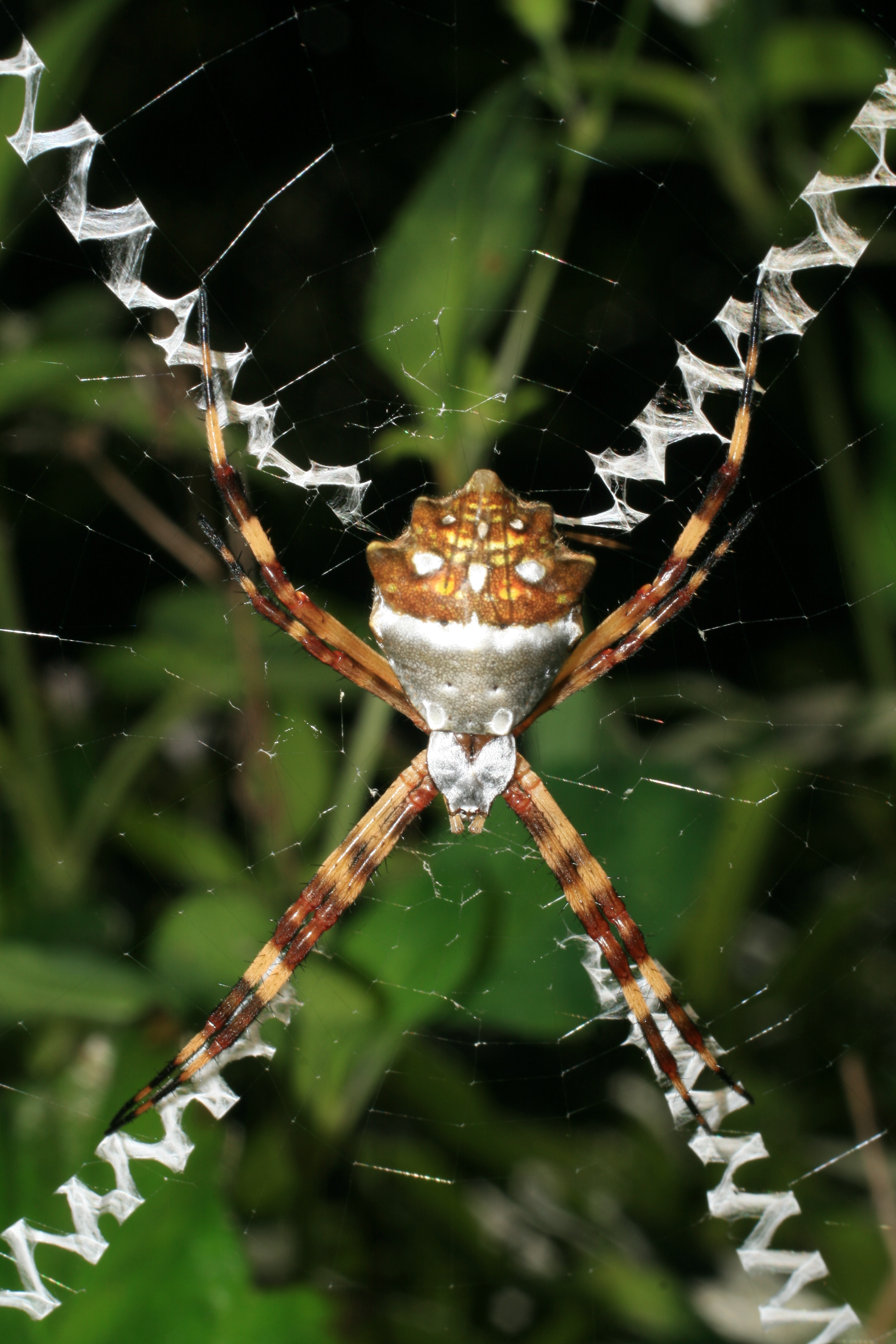
O zigue-zague em uma teia.
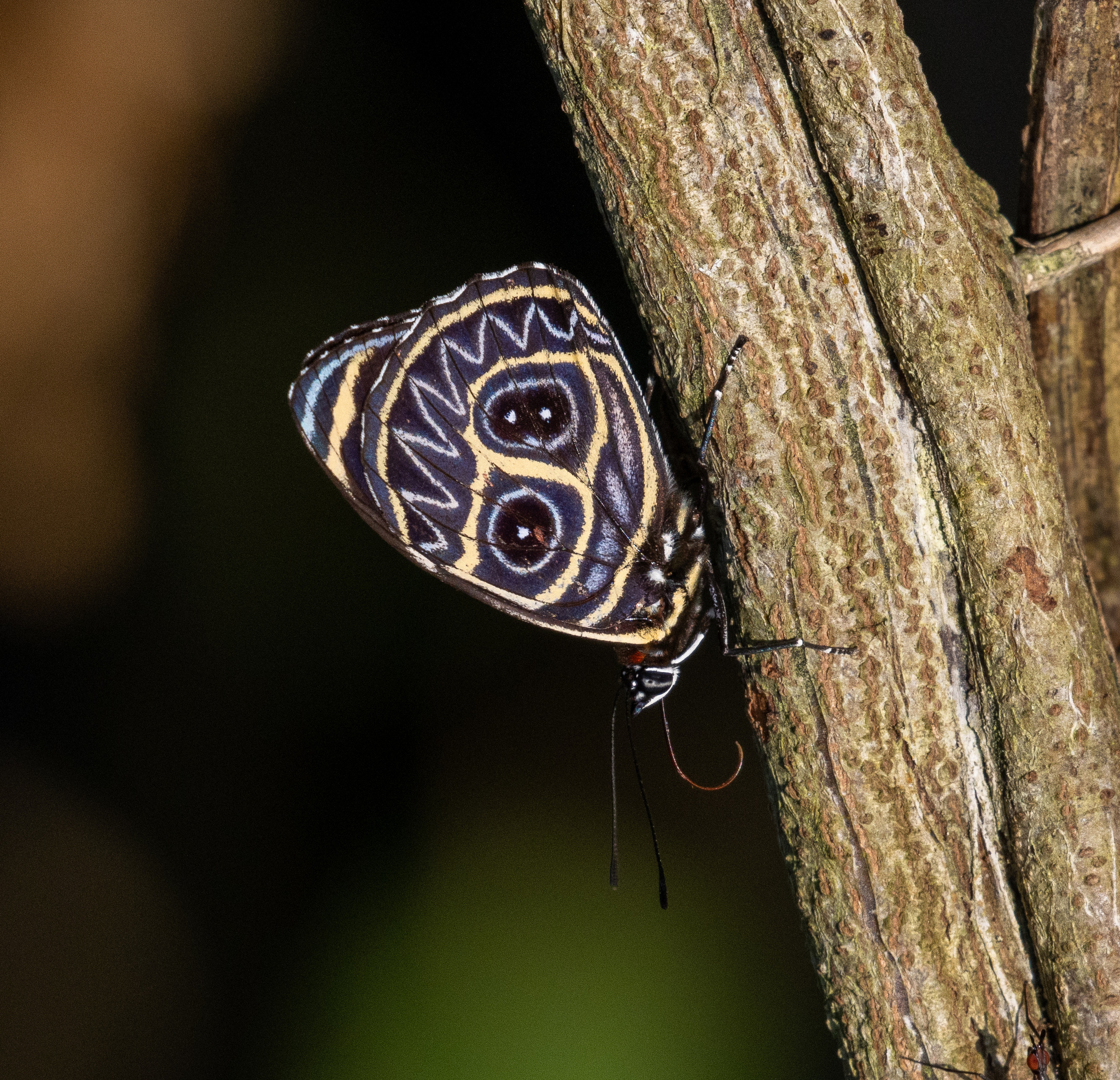
Padrão em zigue-zague na asa de Callicore sorana.
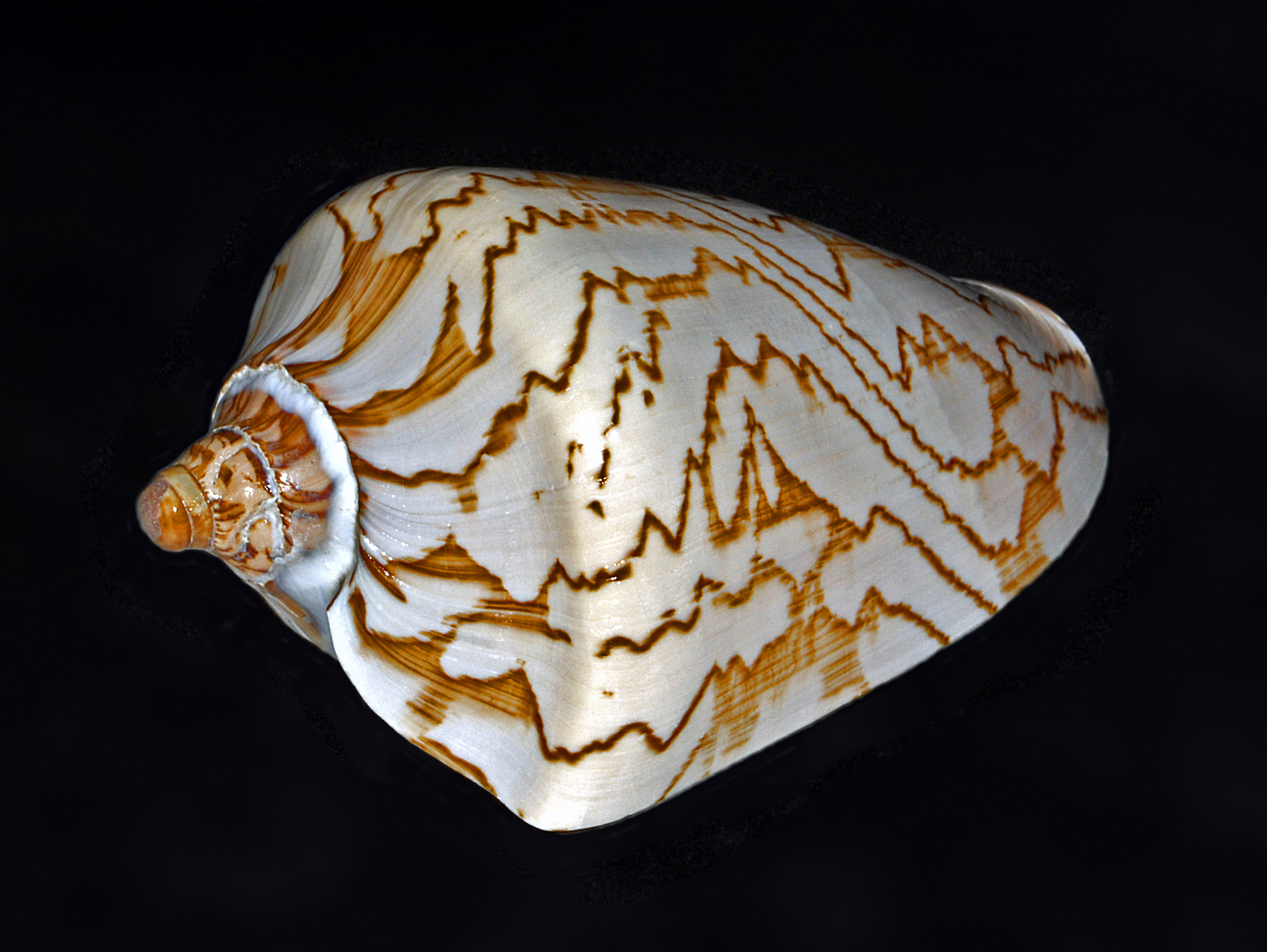
Padrão em zigue-zague na superfície da concha de Cymbiola nobilis.
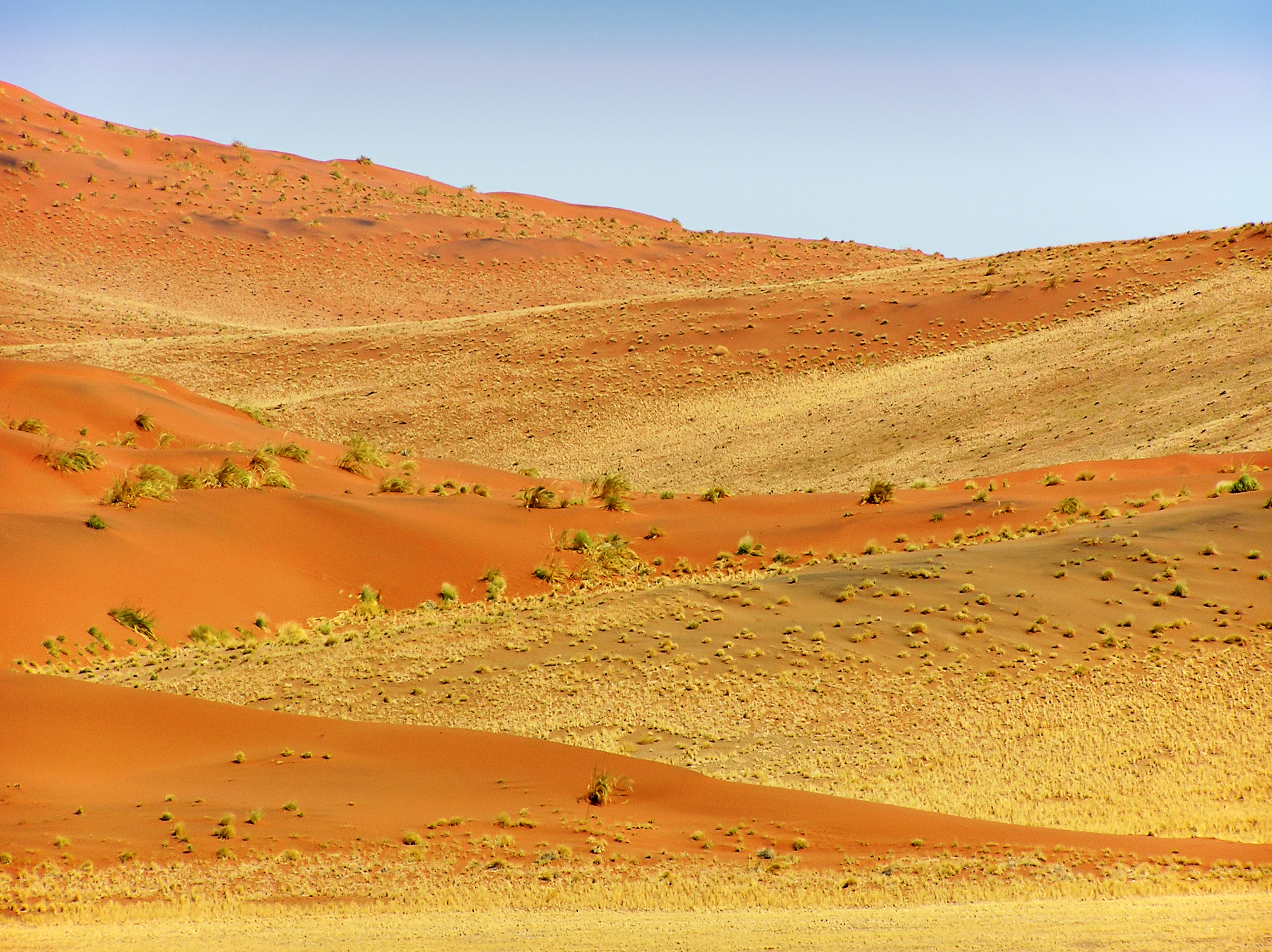
Padrão de zigue-zague em dunas de areia do deserto do Namibe.
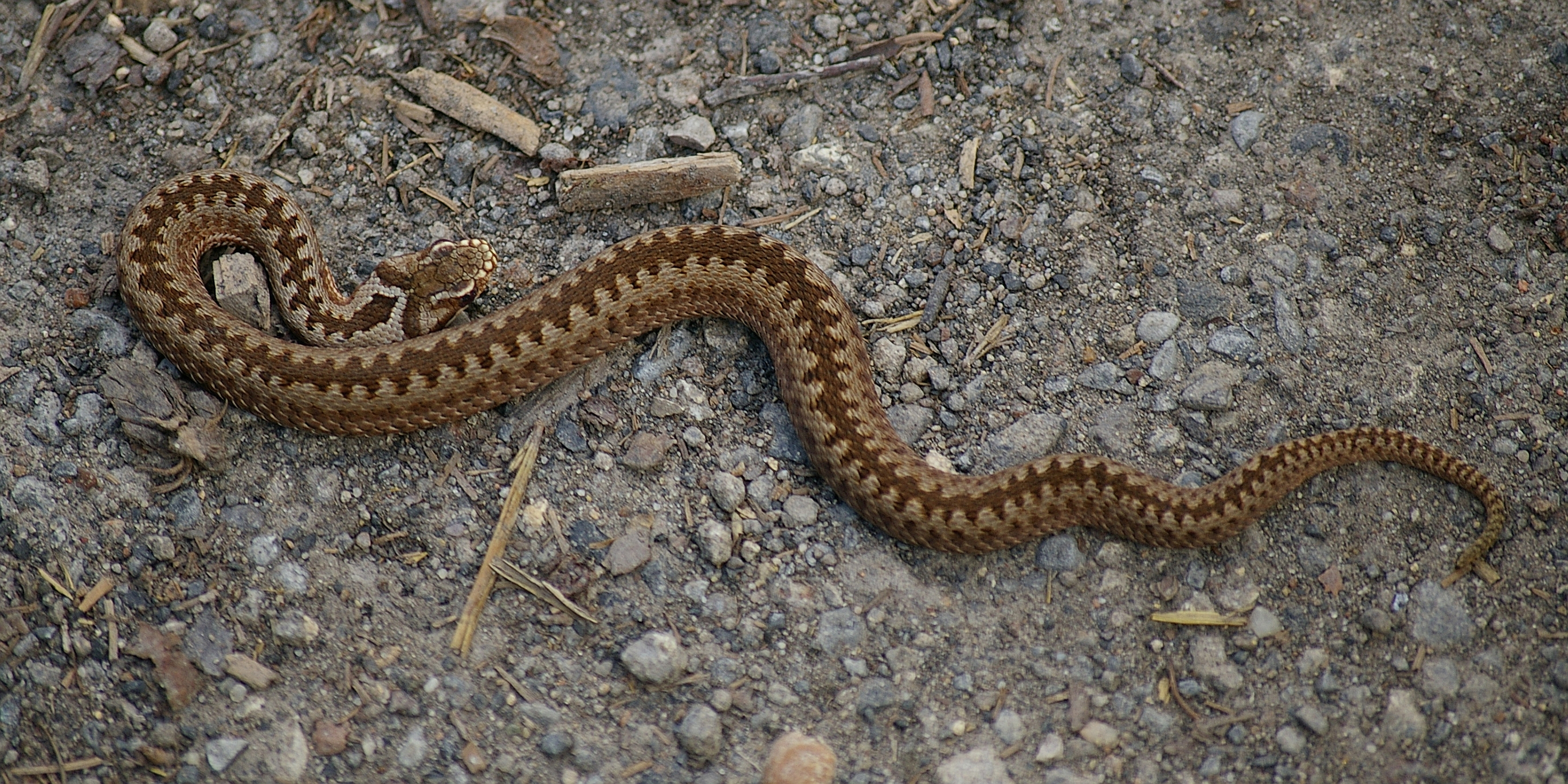
Padrão em zigue-zague na região dorsal da serpente Vipera berus, a víbora-europeia-comum.
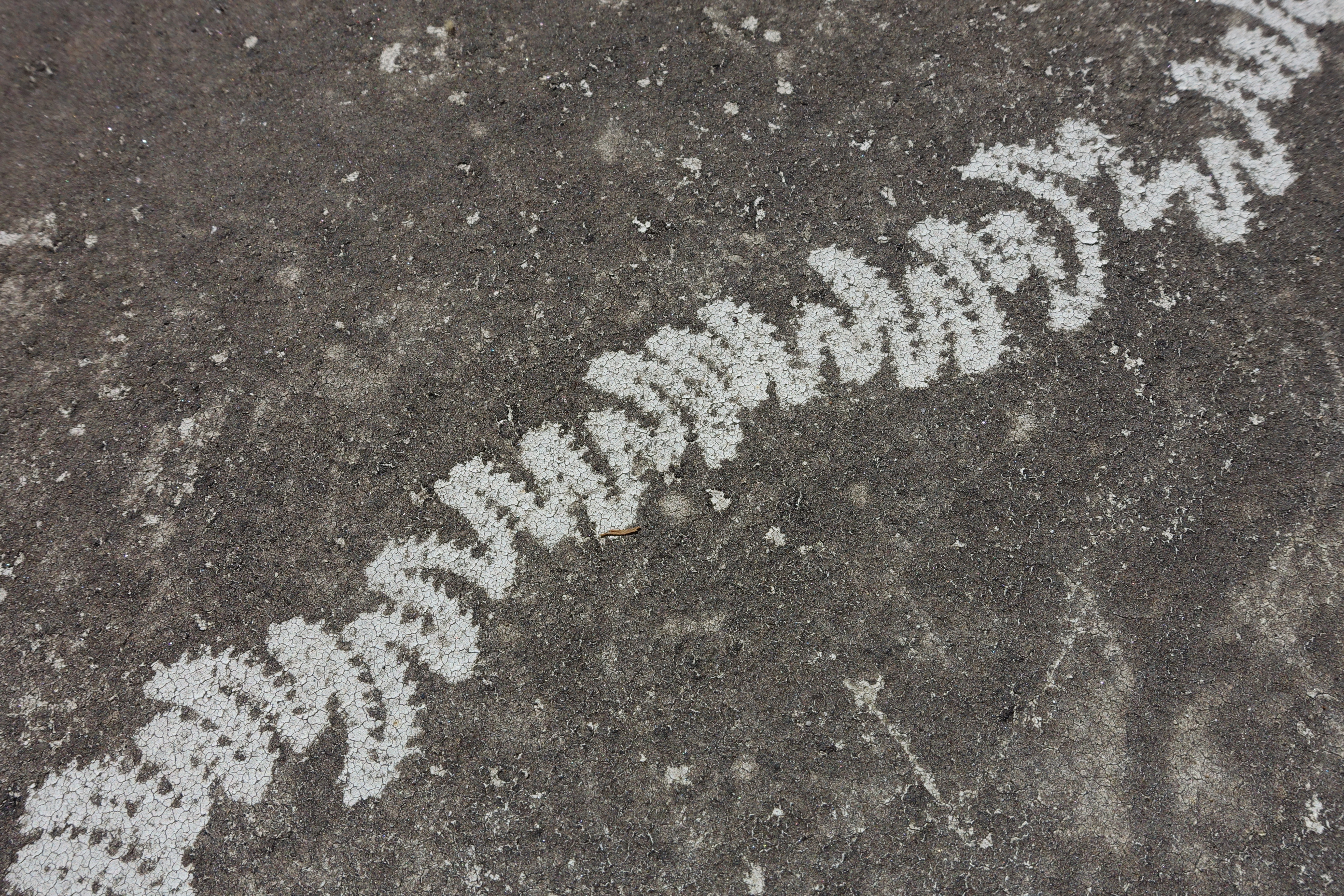
Padrão em zigue-zague no rastro de um caracol europeu.
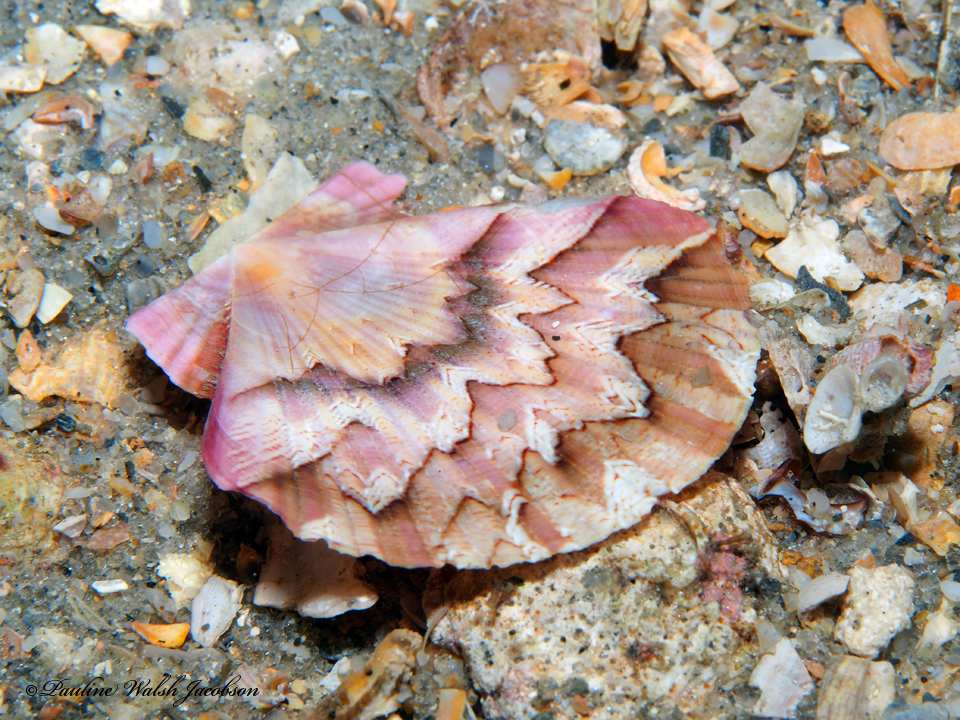
Valva achatada de Euvola ziczac[22] e seu padrão em zigue-zague.